# 무민사
무민사(武愍祠)는 경상남도 남해군 미조면 미송로2번길 94 미조진 성지에 있는 최영의 사당으로 장군당이라고도 부른다. 예전에는 미조진에서 제사를 주관했으나, 1950년 경부터 남해 유지들로 구성된 고적보존회가 허물어진 사우를 중수하고 해마다 음력 3월 13일에 제향을 지내고 있다. 남해의 고도에서 왜구에 시달리며 살아오던 백성들이 왜구를 무찌른 최영 장군을 추모하면서 수호신으로 모시게 되었다.